# Serge Demierre
Serge Demierre (nascido em 16 de janeiro de 1956) é um ex-ciclista de estrada profissional suíço. Ele competiu na prova de estrada nos Jogos Olímpicos de Verão de 1976. Em 1983, Demierre ganhou o prêmio de combatividade e a quarta etapa do Tour de France 1983. Foi campeão nacional de estrada em 1983.